# Moggio (Einheit)
Moggio, auch Moggo war ein italienisches Volumen- und Getreidemaß.
Erst als Ölmaß in Mantua, wurde es später auf den Ionischen Inseln und im Königreich Toskana als Getreidemaß verwendet. In Neapel stand der Begriff Moggio bzw. Moggia (Flächenmaß) auch für ein Feldmaß.
Das Maß wurde nach 1803, Datum der Einführung des metrischen Systems, noch weiter benutzt.

## Ölmaß
- Mantua 1 Moggio = 5614 Pariser Kubikzoll = 111,25 Liter (= 117 Liter[2])
- Siena/Toskana 1 Moggio = 26.857 Pariser Kubikzoll = 532 1/5 Liter
- Ithaka 1 Moggio = 5 Bacile = 8882 Pariser Kubikzoll = 176 Liter

## Getreidemaß
- Florenz 1 Moggio = 8 Sacci= 24 Staja/Stari = 48 Mine = 96 Quarti = 768 Mezzette = 1536 Quartucci = 584,7096 Liter
- Corfu, Paros 1 Moggio = 8 Misure = 1060,9 Pariser Kubikzoll = 21 1/40 Liter
- Ferrara (Kirchenstaat) 1 Moggio = 20 Stari/Staghe = 30.480 Pariser Kubikzoll = 604 Liter (= 622 Liter[3])
- Mailand 1 Moggio = 1 Sacco = 8 Stari = 16 Starelli = 32 Quartar = 7372 Pariser Kubikzoll = 146 1/12 Liter
- Padua 1 Moggio = 12 Staja = 48 Quartarula = 347,8 Liter
- Mantua = 1 Moggio = 8 Stari = 14.048 Pariser Kubikzoll = 278 3/8 Liter
- Lugano 1 Moggio = 8 Staja = 138,3784 Liter

Hier wich das Maß auch ab mit
- - 1 Moggio = 8 Staja = 16 Quartine = 153,51 Liter
- Theaki 1 Moggio = 5 Bacili = 168,421 Liter
- Venedig 1 Moggi = 4 Stari = 8 Mezzeni = 16 Quarte = 48 Quartaroli = 83,317 Liter[4]

## Kohlenmaß
- Mailand Der Moggio war ein Volumenmaß und wurde als Kohlenmaß verwendet.

Das Maß wurde ab 1813 nur noch gestrichen verwendet und entsprach der neuen Pinte.
- Mailand 2. Version 1 Moggio = 11.143,4 Pariser Kubikzoll = 221,045 Liter (= 225 Liter[5])

Das gehäufte Maß hatte 11.348 Pariser Kubikzoll.